# هيلدا كلايتون
هيلدا كلايتون (بالإنجليزية: Hilda Clayton)‏ هي مصورة أمريكية، ولدت في 21 مايو 1991 في أوغستا في الولايات المتحدة، وتوفيت في 2 يوليو 2013 في جلال آباد في أفغانستان.